# Chylice (Útvina)
Chylice (německy Kilitz) jsou malá vesnice, část obce Útvina v okrese Karlovy Vary v Karlovarském kraji. Nachází se asi dva kilometry severovýchodně od Útviny. Chylice leží v katastrálním území Chylice u Útviny o rozloze 4,88 km².

## Historie
První písemná zmínka o vesnici pochází z roku 1536.

## Obyvatelstvo
Při sčítání lidu v roce 1921 ve vsi žilo 194 obyvatel (z toho 85 mužů) německé národnosti. Kromě jednoho evangelíka byli římskými katolíky. Podle sčítání lidu z roku 1930 měla vesnice 172 obyvatel německé národnosti. Opět ve vsi žil jeden evangelík a ostatní se hlásili k římskokatolické církvi.
|                                                                  | 1869 | 1880 | 1890 | 1900 | 1910 | 1921 | 1930 | 1950 | 1961 | 1970 | 1980 | 1991 | 2001 | 2011 | 2021 |
| ---------------------------------------------------------------- | ---- | ---- | ---- | ---- | ---- | ---- | ---- | ---- | ---- | ---- | ---- | ---- | ---- | ---- | ---- |
| Obyvatelé                                                        | 188  | 188  | 168  | 166  | 191  | 194  | 172  | 95   | 85   | 74   | 46   | 27   | 40   | 41   | 46   |
| Domy                                                             | 30   | 28   | 30   | 30   | 30   | 30   | 30   | 27   | 21   | 15   | 15   | 15   | 15   | 15   | 16   |
| V počtu domů z roku 1961 jsou zahrnuty domy místní části Svinov. |      |      |      |      |      |      |      |      |      |      |      |      |      |      |      |

## Obecní správa
Při sčítání lidu v letech 1869–1950 Chylice byly samostatnou obcí, se kterým patřily nejprve do okresu Karlovy Vary, ale v letech 1900–1930 v okrese Teplá a v roce 1950 v okrese Toužim. Od roku 1963 jsou částí obce Útvina v okrese Karlovy Vary.